# Патока
Патока (декстринмальтоза, мальтодекстрин) — натуральний підсолоджувач, продукт переробки крохмалевмісної сировини. Густа, тягуча, дуже в'язка, безбарвна, з ледь жовтуватим відтінком солодка речовина — продукт неповного оцукрювання крохмалю.
Отримується з крохмалю шляхом гідролізу ферментними препаратами.
Залежно від тривалості процесу гідролізу одержують крохмальну патоку із різним вмістом цукрів і різного призначення: 30-34 % карамельну низькозацукровану, 34-45% карамельну, 44-50 % глюкозну високозацукровану. Крім того, виготовляють мальтозну і рафінадну патоку, які використовують для приготування хліба.
Зазвичай, патоку різного вуглеводного складу виробляють із вмістом сухих речовин 78 %, з них цукрів 30-60 %.

## Карамельна патока
Карамельну патоку використовують в практиці хлібопечення: її включають до рецептури хлібобулочних виробів з метою покращення смакових якостей, подовження тривалості зберігання свіжості продукції. Карамельну патоку використовують переважно у виробництві житньо-пшеничних сортів хліба, оскільки через свій відносно темний колір вона змінює забарвлення м'якуша булочних виробів. 

## Мальтозна патока
За новою технологією виробництва мальтозної патоки отримують очищений продукт з органолептичними показниками (прозора слабко забарвлена рідина), що дає можливість використовувати її у виробництві булочних виробів. Порівняно з цукром, мальтозна патока має дещо багатший хімічний склад. Крім вуглеводів, патока містить невелику кількість азотистих і мінеральних речовин. Внесення в тісто мальтозної патоки супроводжується деяким зниженням, порівняно зі зразками з цукром, інтенсивності бродіння тіста, що полягає у меншому виділенні кількості діоксиду вуглецю в процесі бродіння.
На початку 2005 року в Україні освоєно виробництво мальтозної патоки з кукурудзяного крохмалю методом ферментативного гідролізу із застосуванням бактеріальної α-амілази.
У США, Японії, Німеччині, Чехії отримують у сухому вигляді патоки, які використовуються у виробництві: сухих молочних сумішей для дитячого харчування (глюкозо-мальтозна), безбілкового хліба (мальтозна), цукерок холодним способом (низькозацукрена).
Мальтозну патоку іноді можуть використовувати також у виробництві пива, але таке пиво не відповідає стандартам виробництва пива.

## Якість і зберігання
За якістю патока повинна бути прозорою, безбарвною, іноді з жовтуватим відтінком, однорідної консистенції, в'язкою, смак і запах властиві патоці, без сторонніх присмаків і запахів. Наявність вільних мінеральних кислот і домішок не допускається.
Зберігають патоку при температурі 8-12 °C і відносній вологості повітря 70 % до 10 днів. При більш низькій температурі зберігання патока гусне, втрачає текучість. Перед використанням її нагрівають до 40-50 °C для зменшення в'язкості й проціджують через сито.

## Застосування
У кондитерському виробництві використовують переважно патоку крохмальну глюкозну високозацукровану. Застосовують патоку як антикристалізатор у виробництві помадок, для приготування желе, що використовують для оздоблення тортів і тістечок.